# Gran Premio motociclistico di Spagna 2013
Il Gran Premio motociclistico di Spagna 2013 svolto il 5 maggio 2013 al circuito di Jerez de la Frontera, è stato la terza prova del motomondiale 2013. In MotoGP la gara è stata vinta da Dani Pedrosa, in Moto2 da Esteve Rabat e in Moto3 da Maverick Viñales.

## MotoGP
Dani Pedrosa ottiene la sua prima affermazione stagionale, quarantaseiesima vittoria in carriera nel motomondiale, ventitreesima in MotoGP. Alle spalle di Pedrosa, Marc Márquez si è posizionato al secondo posto grazie ad un sorpasso all'ultima curva a scapito di Jorge Lorenzo, sorpasso che consente allo stesso Márquez di confermarsi leader di campionato.
Con questi risultati, si viene a comporre un podio composto tutto da piloti spagnoli, con Valentino Rossi (primo pilota non spagnolo) al quarto posto.
Nono posto finale per Aleix Espargaró che con la ART del team Power Electronics Aspar risulta il miglior pilota dotato di motocicletta che rispetta il regolamento CRT.
Ben Spies non partecipa a questo Gran Premio per infortunio. In questa gara Michele Pirro con la Ducati Desmosedici del Ducati Test Team, partecipa grazie ad una wildcard.

### Arrivati al traguardo
| Pos. | Nº | Pilota           | Squadra                   | Motocicletta       | Giri | Tempo           | Griglia | Punti |
| ---- | -- | ---------------- | ------------------------- | ------------------ | ---- | --------------- | ------- | ----- |
| 1º   | 26 | Dani Pedrosa     | Repsol Honda              | Honda RC213V       | 27   | 45min 17s 632ms | 2º      | 25    |
| 2º   | 93 | Marc Márquez     | Repsol Honda              | Honda RC213V       | 27   | +2.487          | 3º      | 20    |
| 3º   | 99 | Jorge Lorenzo    | Yamaha Factory Racing     | Yamaha YZR-M1      | 27   | +5.089          | 1º      | 16    |
| 4º   | 46 | Valentino Rossi  | Yamaha Factory Racing     | Yamaha YZR-M1      | 27   | +8.914          | 5º      | 13    |
| 5º   | 35 | Cal Crutchlow    | Monster Yamaha Tech 3     | Yamaha YZR-M1      | 27   | +12.663         | 4º      | 11    |
| 6º   | 19 | Álvaro Bautista  | Go&Fun Honda Gresini      | Honda RC213V       | 27   | +15.094         | 6º      | 10    |
| 7º   | 69 | Nicky Hayden     | Ducati Team               | Ducati Desmosedici | 27   | +25.632         | 7º      | 9     |
| 8º   | 4  | Andrea Dovizioso | Ducati Team               | Ducati Desmosedici | 27   | +41.881         | 9º      | 8     |
| 9º   | 41 | Aleix Espargaró  | Power Electronics Aspar   | ART GP13           | 27   | +43.812         | 13º     | 7     |
| 10º  | 38 | Bradley Smith    | Monster Yamaha Tech 3     | Yamaha YZR-M1      | 27   | +44.461         | 12º     | 6     |
| 11º  | 51 | Michele Pirro    | Ducati Test Team          | Ducati Desmosedici | 27   | +45.974         | 14º     | 5     |
| 12º  | 8  | Héctor Barberá   | Avintia Blusens           | FTR MGP13          | 27   | +59.859         | 10º     | 4     |
| 13º  | 70 | Michael Laverty  | Paul Bird Motorsport      | PBM 01             | 27   | +1:09.743       | 22º     | 3     |
| 14º  | 9  | Danilo Petrucci  | Came IodaRacing Project   | Ioda-Suter MMX1    | 27   | +1:17.813       | 17º     | 2     |
| 15º  | 5  | Colin Edwards    | NGM Mobile Forward Racing | FTR MGP13 Kawasaki | 27   | +1:18.177       | 20º     | 1     |
| 16º  | 67 | Bryan Staring    | Go&Fun Honda Gresini      | FTR MGP13 Honda    | 27   | +1:18.928       | 18º     |       |
| 17º  | 71 | Claudio Corti    | NGM Mobile Forward Racing | FTR MGP13 Kawasaki | 27   | +1:19.307       | 19º     |       |
| 18º  | 7  | Hiroshi Aoyama   | Avintia Blusens           | FTR MGP13          | 27   | +1:19.457       | 16º     |       |

### Ritirati
| Nº | Pilota          | Squadra                   | Motocicletta       | Giri | Griglia |
| -- | --------------- | ------------------------- | ------------------ | ---- | ------- |
| 6  | Stefan Bradl    | LCR Honda                 | Honda RC213V       | 3    | 8º      |
| 29 | Andrea Iannone  | Energy T.I. Pramac Racing | Ducati Desmosedici | 3    | 11º     |
| 52 | Lukáš Pešek     | Came IodaRacing Project   | Ioda-Suter MMX1    | 3    | 23º     |
| 14 | Randy de Puniet | Power Electronics Aspar   | ART GP13           | 2    | 15º     |
| 68 | Yonny Hernández | Paul Bird Motorsport      | ART GP13           | 2    | 21º     |

### Non partito
| Nº | Pilota        | Squadra               | Motocicletta |
| -- | ------------- | --------------------- | ------------ |
| 17 | Karel Abraham | Cardion AB Motoracing | ART GP13     |

## Moto2
Esteve Rabat ottiene la sua prima vittoria in carriera nel motomondiale, dopo aver ottenuto il giorno precedente anche la sua prima pole position. Grazie a questa vittoria Rabat si porta al comando della classifica di campionato con un solo punto di margine nei confronti di Scott Redding, giunto al secondo posto sul traguardo di questo GP. Terzo posto per Pol Espargaró, compagno di squadra di Rabat nel team Tuenti HP 40.
Dal punto di vista statistico, Randy Krummenacher e Ratthapark Wilairot corrono la loro centesima gara nel contesto del motomondiale.
Nella gara di questa classe, Dani Rivas e Álex Mariñelarena vengono iscritti con lo status di wildcard.
Anthony West nel Gran Premio di Francia 2012 era risultato positivo a controlli antidoping, per tale motivo il 31 ottobre 2012 dopo il GP d'Australia è stata presa la decisione di annullare il risultato ottenuto in Francia e di squalificarlo per un mese, cosa che non gli ha permesso di partecipare all'ultima tappa del campionato 2012, a Valencia. In seguito, il 28 novembre 2013, vengono annullati tutti i suoi risultati ottenuti nei 17 mesi successivi al GP di Francia della stagione precedente, fra cui quello di questa gara.

### Arrivati al traguardo
| Pos. | Nº | Pilota              | Squadra                   | Motocicletta       | Giri | Tempo           | Griglia | Punti |
| ---- | -- | ------------------- | ------------------------- | ------------------ | ---- | --------------- | ------- | ----- |
| 1º   | 80 | Esteve Rabat        | Tuenti HP 40              | Kalex Moto2        | 26   | 45min 04s 450ms | 1º      | 25    |
| 2º   | 45 | Scott Redding       | Marc VDS Racing           | Kalex Moto2        | 26   | +4.261          | 2º      | 20    |
| 3º   | 40 | Pol Espargaró       | Tuenti HP 40              | Kalex Moto2        | 26   | +7.517          | 4º      | 16    |
| 4º   | 30 | Takaaki Nakagami    | Italtrans Racing          | Kalex Moto2        | 26   | +7.721          | 3º      | 13    |
| 5º   | 18 | Nicolás Terol       | Mapfre Aspar              | Suter MMX2         | 26   | +11.535         | 7º      | 11    |
| 6º   | 19 | Xavier Siméon       | Desguaces La Torre Maptaq | Kalex Moto2        | 26   | +13.264         | 6º      | 10    |
| 7º   | 81 | Jordi Torres        | Mapfre Aspar              | Suter MMX2         | 26   | +13.762         | 5º      | 9     |
| 8º   | 77 | Dominique Aegerter  | Technomag carXpert        | Suter MMX2         | 26   | +21.105         | 13º     | 8     |
| 9º   | 24 | Toni Elías          | Blusens Avintia           | Kalex Moto2        | 26   | +24.221         | 12º     | 7     |
| 10º  | 23 | Marcel Schrötter    | Desguaces La Torre SAG    | Kalex Moto2        | 26   | +24.419         | 8º      | 6     |
| 11º  | 12 | Thomas Lüthi        | Interwetten Paddock       | Suter MMX2         | 26   | +26.526         | 9º      | 5     |
| 12º  | 5  | Johann Zarco        | Came Iodaracing Project   | Suter MMX2         | 26   | +35.559         | 30º     | 4     |
| 13º  | 3  | Simone Corsi        | NGM Mobile Racing         | Speed Up SF13      | 26   | +35.656         | 11º     | 3     |
| 14º  | 15 | Alex De Angelis     | NGM Mobile Forward Racing | Speed Up SF13      | 26   | +35.833         | 22º     | 2     |
| 15º  | 54 | Mattia Pasini       | NGM Mobile Racing         | Speed Up SF13      | 26   | +44.877         | 20º     | 1     |
| 16º  | 60 | Julián Simón        | Italtrans Racing          | Kalex Moto2        | 26   | +44.944         | 14º     |       |
| 17º  | 4  | Randy Krummenacher  | Technomag carXpert        | Suter MMX2         | 26   | +50.024         | 18º     |       |
| 18º  | 11 | Sandro Cortese      | Dynavolt Intact GP        | Kalex Moto2        | 26   | +50.327         | 19º     |       |
| 19º  | 63 | Mike Di Meglio      | JiR Moto2                 | TSR 6              | 26   | +51.861         | 17º     |       |
| 20º  | 88 | Ricard Cardús       | NGM Mobile Forward Racing | Speed Up SF13      | 26   | +52.312         | 28º     |       |
| 21º  | 44 | Steven Odendaal     | Argiñano & Gines Racing   | Speed Up SF13      | 26   | +52.405         | 29º     |       |
| 22º  | 72 | Yūki Takahashi      | Idemitsu Honda Team Asia  | Moriwaki MD600     | 26   | +1:03.376       | 21º     |       |
| 23º  | 17 | Alberto Moncayo     | Argiñano & Gines Racing   | Speed Up SF13      | 26   | +1:08.546       | 33º     |       |
| 24º  | 96 | Louis Rossi         | Tech 3                    | Tech 3 Mistral 610 | 26   | +1:10.022       | 32º     |       |
| 25º  | 7  | Doni Tata Pradita   | Federal Oil Gresini       | Suter MMX2         | 26   | +1:19.177       | 31º     |       |
| 26º  | 52 | Danny Kent          | Tech 3                    | Tech 3 Mistral 610 | 26   | +1:36.027       | 24º     |       |
| 27º  | 97 | Rafid Topan Sucipto | QMMF Racing               | Speed Up SF13      | 25   | +1 giro         | 34º     |       |

### Ritirati
| Nº | Pilota              | Squadra                | Motocicletta | Giri | Griglia |
| -- | ------------------- | ---------------------- | ------------ | ---- | ------- |
| 36 | Mika Kallio         | Marc VDS Racing        | Kalex Moto2  | 15   | 15º     |
| 9  | Kyle Smith          | Blusens Avintia        | Kalex Moto2  | 11   | 25º     |
| 27 | Dani Rivas          | TSR Motorsport         | Kalex Moto2  | 9    | 26º     |
| 14 | Ratthapark Wilairot | Thai Honda PTT Gresini | Suter MMX2   | 1    | 16º     |
| 49 | Axel Pons           | Tuenti HP 40           | Kalex Moto2  | 1    | 23º     |
| 92 | Álex Mariñelarena   | TargoBank Motorsport   | Suter MMX2   | 0    | 27º     |

### Squalificato
| Nº | Pilota       | Squadra     | Motocicletta  | Giri | Tempo   | Griglia |
| -- | ------------ | ----------- | ------------- | ---- | ------- | ------- |
| 95 | Anthony West | QMMF Racing | Speed Up SF13 | 26   | +27.005 | 10º     |

## Moto3
In una gara interrotta dopo quindici giri a causa di un incidente che ha coinvolto il pilota francese Alan Techer, Maverick Viñales ottiene la vittoria nella classe Moto3 in quanto, essendo stati percorsi i 2/3 di gara, la stessa viene considerata chiusa e viene assegnato il punteggio pieno. Proprio lo spagnolo Viñales, alla decima affermazione in carriera nel motomondiale, diviene così il nuovo capoclassifica di campionato. Secondo sul traguardo un altro pilota spagnolo, Luis Salom, vicinissimo a Viñales ma impossibilitato a giocarsi la gara fino alla fine a causa dell'improvvisa esposizione della bandiera rossa, che ha posto fine alla contesa. Terzo sul podio Jonas Folger con la Kalex KTM del team Mapfre Aspar.
In questo Gran Premio corrono due wildcard: Jorge Navarro su MIR Racing e Kevin Hanus su Honda.

### Arrivati al traguardo
| Pos. | Nº | Pilota              | Squadra                      | Motocicletta   | Giri | Tempo           | Griglia | Punti |
| ---- | -- | ------------------- | ---------------------------- | -------------- | ---- | --------------- | ------- | ----- |
| 1º   | 25 | Maverick Viñales    | Team Calvo                   | KTM RC 250 GP  | 15   | 26min 57s 338ms | 2º      | 25    |
| 2º   | 39 | Luis Salom          | Red Bull KTM Ajo             | KTM RC 250 GP  | 15   | +0.263          | 3º      | 20    |
| 3º   | 94 | Jonas Folger        | Mapfre Aspar                 | Kalex KTM      | 15   | +4.475          | 7º      | 16    |
| 4º   | 41 | Brad Binder         | Ambrogio Racing              | Suter MMX3     | 15   | +15.104         | 4º      | 13    |
| 5º   | 84 | Jakub Kornfeil      | Redox RW Racing GP           | Kalex KTM      | 15   | +18.412         | 9º      | 11    |
| 6º   | 31 | Niklas Ajo          | Avant Tecno                  | KTM RC 250 GP  | 15   | +19.064         | 8º      | 10    |
| 7º   | 63 | Zulfahmi Khairuddin | Red Bull KTM Ajo             | KTM RC 250 GP  | 15   | +19.204         | 11º     | 9     |
| 8º   | 7  | Efrén Vázquez       | Mahindra Racing              | Mahindra MGP3O | 15   | +19.680         | 10º     | 8     |
| 9º   | 5  | Romano Fenati       | San Carlo Team Italia        | FTR M313       | 15   | +22.763         | 18º     | 7     |
| 10º  | 10 | Alexis Masbou       | Ongetta-Rivacold             | FTR M313       | 15   | +23.138         | 13º     | 6     |
| 11º  | 17 | John McPhee         | Caretta Technology - RTG     | FTR M313       | 15   | +23.189         | 17º     | 5     |
| 12º  | 61 | Arthur Sissis       | Red Bull KTM Ajo             | KTM RC 250 GP  | 15   | +23.796         | 14º     | 4     |
| 13º  | 99 | Danny Webb          | Ambrogio Racing              | Suter MMX3     | 15   | +27.897         | 12º     | 3     |
| 14º  | 53 | Jasper Iwema        | RW Racing GP                 | Kalex KTM      | 15   | +29.586         | 19º     | 2     |
| 15º  | 11 | Livio Loi           | Marc VDS Racing              | Kalex KTM      | 15   | +29.776         | 21º     | 1     |
| 16º  | 44 | Miguel Oliveira     | Mahindra Racing              | Mahindra MGP3O | 15   | +33.158         | 15º     |       |
| 17º  | 32 | Isaac Viñales       | Ongetta-Centro Seta          | FTR M313       | 15   | +33.425         | 16º     |       |
| 18º  | 19 | Alessandro Tonucci  | La Fonte Tascaracing         | Honda          | 15   | +33.660         | 27º     |       |
| 19º  | 57 | Eric Granado        | Mapfre Aspar                 | Kalex KTM      | 15   | +35.004         | 20º     |       |
| 20º  | 65 | Philipp Öttl        | Tec Interwetten Moto3 Racing | Kalex KTM      | 15   | +40.403         | 30º     |       |
| 21º  | 3  | Matteo Ferrari      | Ongetta-Centro Seta          | FTR M313       | 15   | +44.533         | 32º     |       |
| 22º  | 77 | Lorenzo Baldassarri | Go&Fun Gresini               | FTR M313       | 15   | +44.657         | 34º     |       |
| 23º  | 12 | Álex Márquez        | Estrella Galicia 0,0         | KTM RC 250 GP  | 15   | +50.055         | 22º     |       |
| 24º  | 29 | Hyuga Watanabe      | La Fonte Tascaracing         | Honda          | 15   | +1:02.153       | 33º     |       |
| 25º  | 86 | Kevin Hanus         | Thomas Sabo GP               | Honda NSF250R  | 15   | +1:22.197       | 35º     |       |
| 26º  | 4  | Francesco Bagnaia   | San Carlo Team Italia        | FTR M313       | 14   | +1 giro         | 23º     |       |

### Ritirati
| Nº | Pilota            | Squadra                  | Motocicletta  | Giri | Griglia |
| -- | ----------------- | ------------------------ | ------------- | ---- | ------- |
| 89 | Alan Techer       | CIP Moto3                | TSR3C         | 15   | 31º     |
| 66 | Florian Alt       | Kiefer Racing            | Kalex KTM     | 13   | 26º     |
| 22 | Ana Carrasco      | Team Calvo               | KTM RC 250 GP | 13   | 24ª     |
| 8  | Jack Miller       | Caretta Technology - RTG | FTR M313      | 11   | 5º      |
| 23 | Niccolò Antonelli | Go&Fun Gresini           | FTR M313      | 11   | 6º      |
| 42 | Álex Rins         | Estrella Galicia 0,0     | KTM RC 250 GP | 10   | 1º      |
| 9  | Toni Finsterbusch | Kiefer Racing            | Kalex KTM     | 9    | 28º     |
| 58 | Juanfran Guevara  | CIP Moto3                | TSR3C         | 7    | 29º     |
| 49 | Jorge Navarro     | Cuna de Campeones        | MIR Honda     | 5    | 25º     |